# Victims Family
Victims Family ist eine Punkband aus Santa Rosa. Die Band wurde vom Bassisten Larry Boothroyd und dem Gitarristen und Sänger Ralph Spight 1984 gegründet. Der Schlagzeuger Devon VrMeer vervollständigte noch im selben Jahr die Band. Mit ihrer eigenwilligen Mischung aus Punk, Metal, Funk und Jazzbeeinflussten Progressive Rock zählt die Band zu den Vorreitern des Jazzcores.

## Geschichte

### Gründung
Sänger Ralph Spight und Bassist Larry Boothroyd lernten sich in den frühen 1980er Jahren bei einem Engagement ihrer früheren Bands in Santa Rosa kennen. Spight trat mit der Rockabilly-Band Pedestrians auf während Boothroyd bei der Band Skirtboys den Bass spielte. Der Sound von Skirtboys entsprach dabei schon einer Mischung aus Punk, Jazz und Funk. Nachdem sich Skirtboys noch in den frühen 1980ern aufgelöst hatten, gründeten Spight und Boothroyd gemeinsam die Band Victims Family. Den Namen entlehnten sie dabei einem Bild des Cartoonisten Bernhard Kliban. Den Schlagzeuger Devon VrMeer machten sie kurz darauf der lokalen Gothic-Rock-Band Fire Mission abspenstig.
In den ersten Jahren nahm die Band einige Demobänder auf und tourte durch verschiedene Städte des amerikanischen Südens. Victims Family eröffneten 1984 ein Konzert der Hardcore-Band Suicidal Tendencies in Petaluma und spielte 1985 in Albuquerque ein gemeinsames Konzert mit NOFX. Darüber hinaus spielte die Band 1985 auch ein erstes gemeinsames Konzert mit Dead Kennedys.

### Mordam Records
Durch ein weiteres Konzert in San Francisco lernte die Band Ruth Schwartz von Mordam Records kennen; eben jene Plattenfirma, die zuvor das ebenfalls schwer kategorisierbare Debüt der Band Faith No More veröffentlicht hatte, brachte nun auch das Debüt von Victims Family Voltage and Violets heraus. Schwartz war zu diesem Zeitpunkt schon bekannt für die Veröffentlichung unkonventioneller Bands, was den vertriebenen Bands auch den Genretitel Schwartzcore bescherte, welcher jedoch keinen Bestand als Genrebezeichnung behielt.
1988 verließ Devon VrMeer nach zwei gemeinsamen Studioalben und einer auszehrenden Tour die Band aus familiären Gründen und wurde durch Eric Strand ersetzt. Die Tour bezeichnet Spight heute noch auf der Homepage der Band als „the 1987 tour to hell“, „die 1987er Tour zur Hölle“. Spight erklärte hierzu, dass die gesamte Tour von einer Reihe Fehlentscheidungen und Schicksalsschlägen geprägt gewesen sei. Die Band hatte bereits zuvor zu wenig geprobt und verpatzte einige Konzerte durch eigene Nachlässigkeit, persönlichen Egoismus und übermäßigen Alkoholkonsum. Darüber hinaus mussten diverse Konzerte wegen einiger Pannen des Tourvans abgesagt werden. Die Sets in Kanada wurden gänzlich wegen des Versuchs der illegalen Einreise unterbunden, ein Umstand, welcher der Band obendrein ein einjähriges Einreiseverbot bescherte. Der Van kam letzthin auf dem Rückweg in Nevada zum endgültigen Stillstand. VrMeer und Spight blieben noch einige Tage in Nevada und frönten dem dort legalen Glücksspiel. Doch die Band fuhr getrennt zurück nach Santa Rosa. Die einzelnen Mitglieder von Victims Family sprachen im Folgenden einige Monate nicht miteinander. Neben den wenigen guten Konzerten dieser Tour kam es auch zu einem nachhaltigen Auftritt mit No Means No in Oakland, aus dem sich eine langjährige Freundschaft entwickeln sollte. Trotz der schlechten Tour und wider den eigenen Erwartungen rauften sich die Musiker zusammen und spielten noch vor VrMeers Ausstieg Things I Hate to Admit ein. Knapp nach der Veröffentlichung gründete VrMeer jedoch eine Familie und entschied sich daher gegen die Band.
Bereits die an das Album anschließende zweimonatige Tour durch Europa wurde durch Eric Strand begleitet. Strand war bereits seit Jahren ein Freund der Band und hatte schon vor VrMeer mit Victims Family gespielt. Während dieser Tour geschah auch der Mauerfall, ein Ereignis, das sich die Band nicht entgehen ließ und sie zu einem rechtzeitigen Besuch verleitete. Sowohl Spight als auch Boothroyd brüsten sich seither mit der Geschichte beim Abriss der Mauer geholfen zu haben. Noch während dieser Tour stellten Spight und Boothroyd fest, dass die Zusammenarbeit mit Strand weniger produktiv als erwartet ausfiel. Strand beherrschte kompliziertere Stücke nicht und konnte sich musikalisch nicht in das Bandgefüge einfinden. Er wurde somit durch Tim Solyan, der die Band bisher als Roadie begleitete, ersetzt.
In dieser neuen Konstellation nahm die Band auch das Album White Bread Blues auf. Das dritte Studioalbum sollte das letzte Album für Mordam Records sein. Das Album wurde in Vancouver eingespielt und von John Wright, dem Schlagzeuger der befreundeten Band No Means No produziert. Das Album gilt seither als die wichtigste Veröffentlichung der Band. White Bread Blues blieb mit über 20.000 verkauften Exemplaren bis 2008 die erfolgreichste Platte der Band. Der Titel Caged Bird erreichte Platz 6 in den Niederländischen Radiocharts. Infolgedessen trat die Band mit so illustren Bands wie Nirvana, Tad, Primus, Green Day und Mr. Bungle auf, konnte jedoch nie den eigenen Erfolg ähnlich ausbauen.

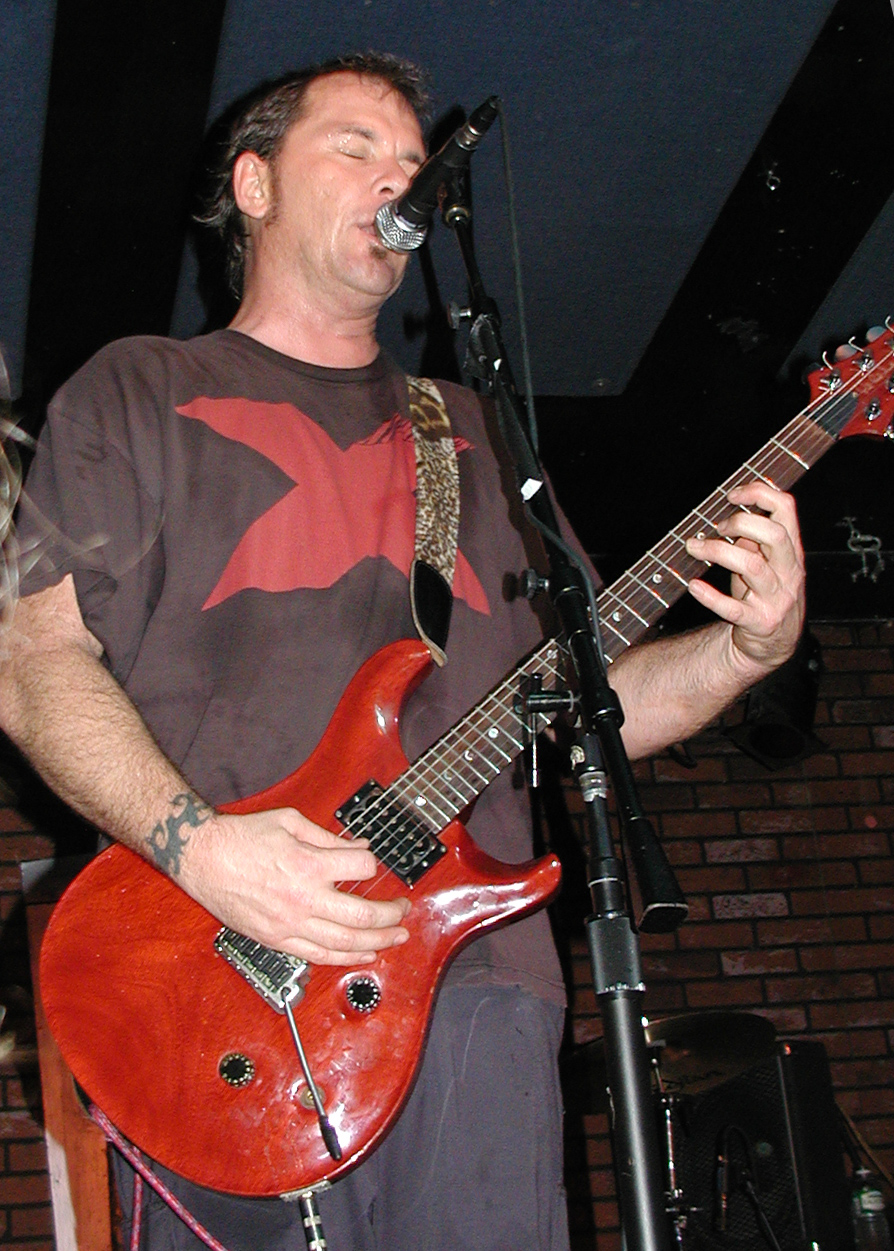
Sänger und Gitarrist Ralph Spight bei einem Liveauftritt 2004.

### Alternative Tentacles
1992 wechselten Victims Family zu Alternative Tentacles. Ruth Schwartz brachte die Band zuvor noch persönlich in Jello Biafras Label ein. Für Alternative Tentacles spielte die Band als erstes The Germ ein. Das Album wurde ebenfalls in Vancouver von John Wright produziert und wird vom Label, gegenüber den frühen Veröffentlichungen, als Nachdenklicher und Noiselastiger bezeichnet. Nachdem sie auch dies Album auf ausgiebigen Konzerten präsentiert hatten, trennte sich die Band noch 1992 zum ersten Mal. Die Trennung von lediglich zehn Monaten beendete die Band mit einem ausverkauften Konzert im Frühjahr 1993 in San Francisco und der prompten Ankündigung eines neuen Albums. Headache Remedy erschien darauf 1994. Erneut folgten Tourneen und Konzerte in Europa und Amerika. 1995 erschien das sechste und vorerst letzte Album Four Great Thrash Songs. Das Album nahm die Band live auf ihrem Abschlusskonzert in Amsterdam im Melkweg auf. Sowohl die Stadt als auch der Melkweg hatte zu diesem Zeitpunkt bereits eine lange Tradition für Victims Family.
Im Anschluss an die Veröffentlichung von Four Great Thrash Songs trennte sich die Band erneut. Boothroyd gründete noch 1995 die Punkband Saturn’s Flea Collar zu welchen er Spight als Gitarristen einlud. Nach einer Single, einem Album und einer Tour durch Amerika und Europa trennte sich auch diese Band. Kurz darauf gründeten beide die Band Hellworms und schlossen damit stilistisch wieder vermehrt an Victims Family an. Auch diese Band spielte ein Album und eine Single ein. Bis sich Boothroyd und Spight entschlossen, wieder auf den Namen Victims Family zurückzugreifen.

„Irgendwann hatten wir dann aber das Bedürfnis, an VICTIMS FAMILY und die alten Sachen anzuknüpfen, wollten aber nicht die alten Sachen spielen und nicht mit dem alten Namen hausieren gehen, und so gründeten wir HELLWORMS und gingen auf Tour. Nach sieben Monaten stieg aber der Drummer aus und wir standen vor der Entscheidung, einen neuen Drummer und einen neuen Namen zu suchen, aber allmählich wurde uns das zu blöd. Da uns der alte Name sowieso auf Schritt und Tritt verfolgte und wir wieder live spielen wollten, landeten wir wieder bei VICTIMS FAMILY.“

So entschlossen sich Boothroyd und Spight 2001 dazu, Songs aller drei Bands und neues Material unter dem Namen Victims Family zu spielen. Als neues Mitglied am Schlagzeug stieß David Gleza hinzu, doch auch dieser verließ die Band wieder nach der Veröffentlichung des Albums Apocalicious. Seit Gleza wegen mentaler und physischer Erschöpfung aus der Band ausstieg, traten Victims Family wieder mit Tim Solyan auf, veröffentlichten jedoch kein neus Studioalbum. Stattdessen gründeten die Mitglieder mit Triclops! 2006 eine weitere Band.
Seit 2008 wurden die ersten drei Alben der Victims Family von Saint Rose Records für den amerikanischen Markt neu gepresst. Ein Umstand den die Band mit jedem Re-Release durch eine Tournee unterstützt. 2010 erschien das Erfolgsalbum White Bread Blues erneut.

## Diskografie

### Alben
- 1986: Voltage and Violets (Mordam Records, 2008 wiederveröffentlicht auf Saint Rose Records)
- 1988: Things I Hate to Admit (Mordam Records, 2009 wiederveröffentlicht auf Saint Rose Records)
- 1990: White Bread Blues (Mordam Records, 2010 wiederveröffentlicht auf Saint Rose Records)
- 1992: The Germ (Alternative Tentacles)
- 1994: Headache Remedy (Alternative Tentacles)
- 1995: Four Great Thrash Songs (Alternative Tentacles)
- 2001: Apocalicious (Alternative Tentacles)

### Singles und EPs
- 1988: Son of a Church Card / Quivering Lip (Single, Mordam Records)
- 1991: My Evil Twin auf Cry / My Evil Twin mit Coffin Break (Split-EP, Rave Records)
- 1993: Maybe if I... (Single, Alternative Tentacles)
- 2001: Calling Dr. Schlesinger auf Fleshies / Victims Family (Split-EP, Alternative Tentacles)
- 2012: Have a Nice Day / Let's Cancel the Future (Single, Alternative Tentacles)

### Samplerbeiträge
- 1986: Lock of Interest auf Viva Umkhonto! (Mordam Records / Konkurrel Records)
- 1990: Burly Jalisco auf Sasquach, the Man, the Myth, the Compilation (Kirbdog)
- 1990: Sinatra Mantra auf The Big One (Flipside Records)
- 1991: Ill in the Head auf Virus 100 (Alternative Tentacles)
- 2002: Fridge auf Apocalypse Always (Alternative Tentacles)